# Bell 429
Bell 429 je lehký dvoumotorový víceúčelový vrtulník s čtyřlistým nosným a dvoulistým tlačným vyrovnávacím rotorem. Vrtulník byl vyvinut ve spolupráci společností Bell Helicopter Textron a Korea Aerospace Industries. Jde o přímého vývojového pokračovatele méně úspěšného modelu Bell 427. První prototyp vzlétnul 27. února 2007 a certifikaci získal 1. června 2009. Stroje Bell 429 jsou schopny letu podle přístrojů. Na počátku roku 2010 stál jeden kus přibližně 5 mil. amerických dolarů.

## Vývoj

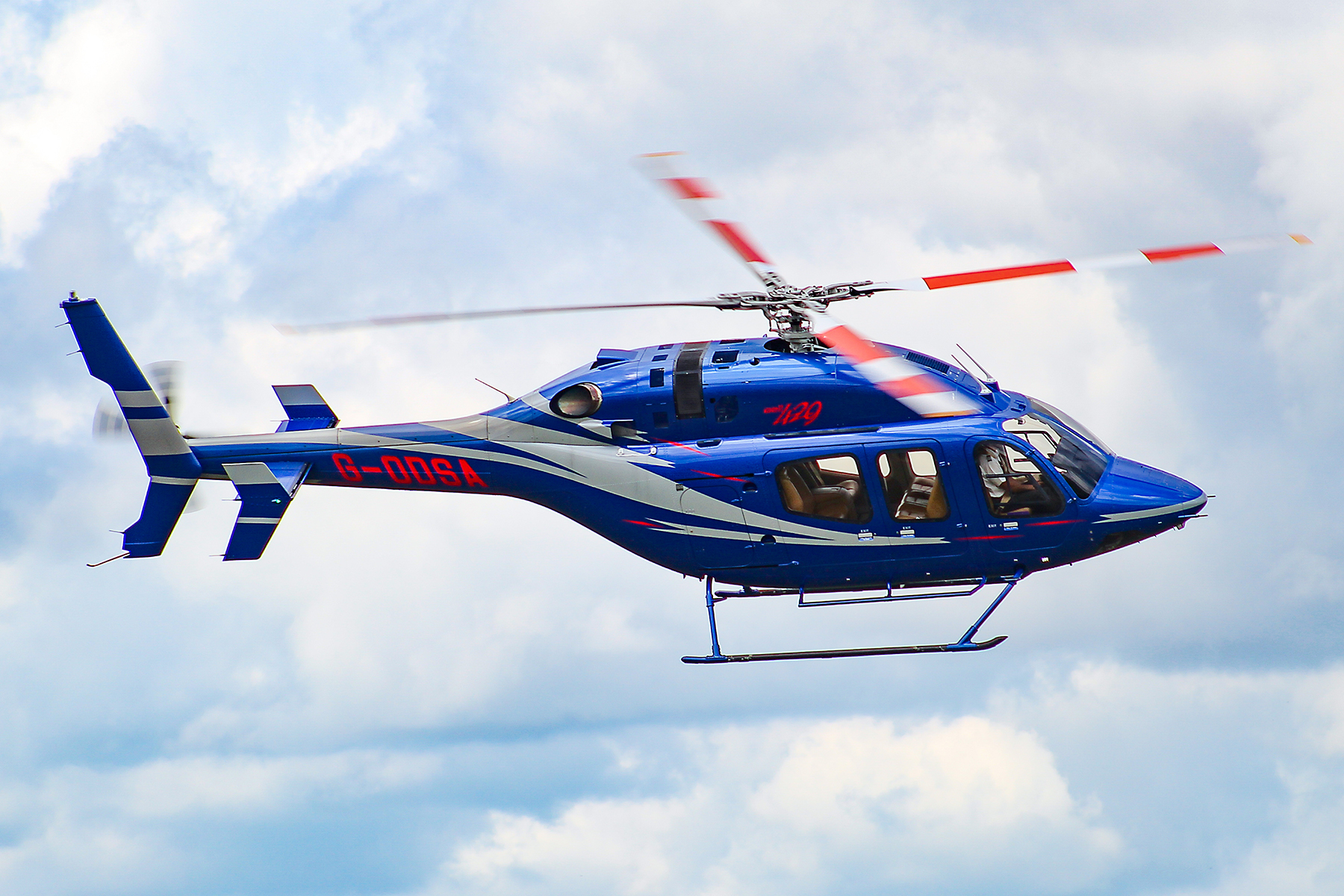
Bell 429 Global Ranger společnosti Starspeed

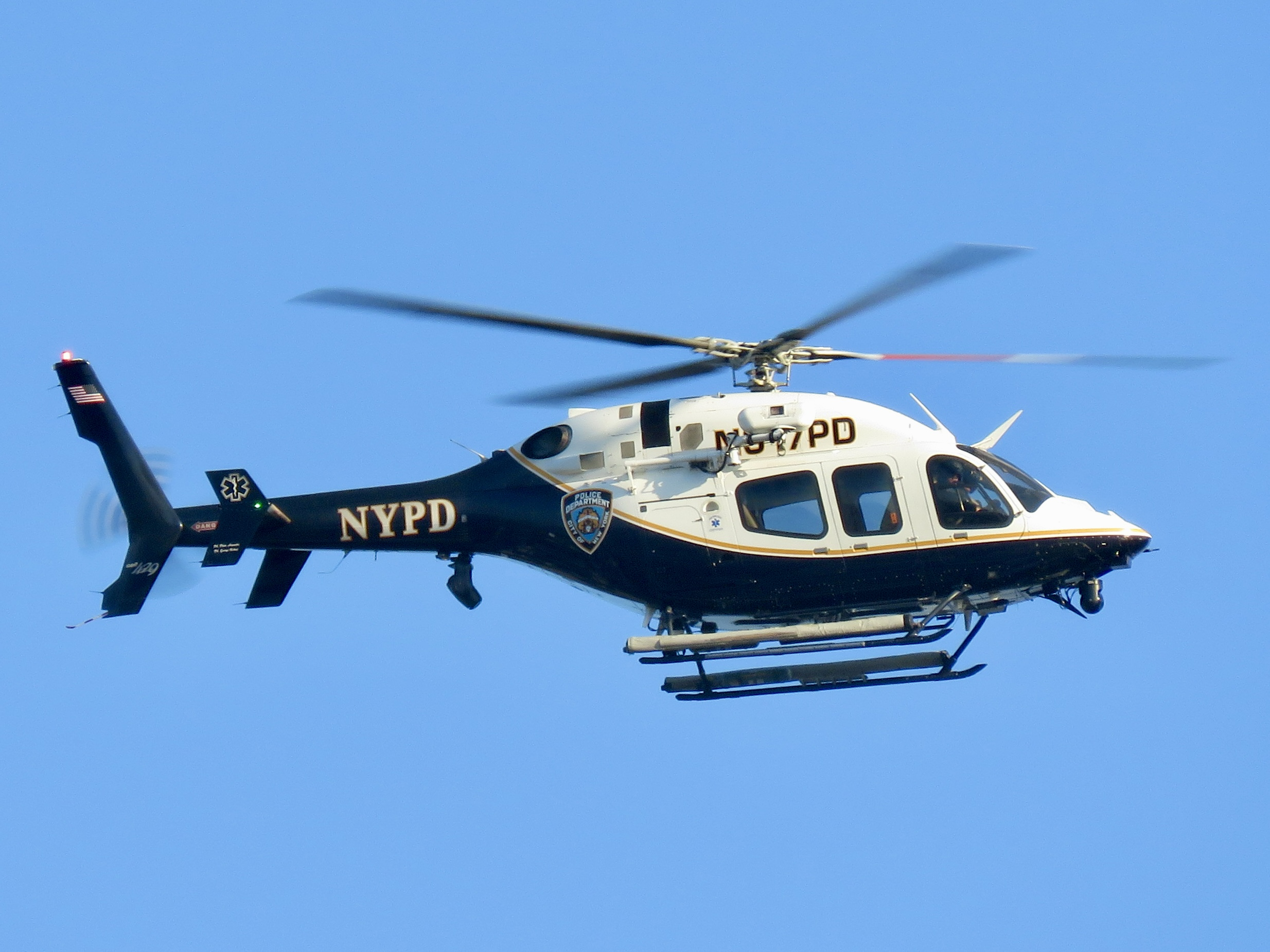
Bell 429 New York City Police Department

Impulzem k vývoji nového stroje se stala téměř nulová využitelnost vrtulníků Bell 427 ve službách letecké záchranné služby (LZS). Vrtulníky Bell 427 byly na trh uvedeny v roce 2000 jako stroje, které budou dodávány ve zdravotnické konfiguraci pro potřeby LZS, avšak jediným provozovatelem na světě, který je pro LZS využil, je česká letecká společnost Alfa Helicopter. Ta ve svých službách provozovala čtyři kusy, v současnosti (2016) má k dispozici tři vrtulníky typu Bell 427. Stroje Bell 427 nabízely velmi stísněný prostor v nákladovém prostoru, který omezoval pacienty i osádku stroje. Kromě toho nebyl schopen také letu podle přístrojů. Vrtulníky Bell 427 tak nemohly konkurovat úspěšným vrtulníkům jako jsou Eurocopter EC 135 nebo AgustaWestland AW109. Ostatní světoví výrobci strojů ve zdravotnické konfiguraci během několika let nasytili trh a Bell 427 se stal neúspěšným, když bylo vyrobeno pouze několik kusů. Původně byl stroj Bell 427 přebudován tak, aby byly nedostatky odstraněny. Takto přepracovaný stroj byl označený jako Bell 427s3i (představen v roce 2004), avšak stále nenabízel zákazníkům to, co ostatní výrobci.
Drak modelu Bell 429 byl postaven jako nový konstrukční prvek podle programu MAPL (anglicky Modular Affordable Product Line, modulární cenově dostupná produktová řada). Nový drak podle vyrobený podle programu MAPL je zcela nové koncepce a nabízí nový rotor. Pohonná jednotka je odvozená ze stroje Bell 427. Bell 429 v základní výbavě nabízí skleněný kokpit a stroje jsou schopny letu podle přístrojů. Výrobce, společnost Bell Helicopter Textron, spolupracovala při vývoji se jihokorejskou společností Korea Aerospace Industries a japonským výrobcem Mitsui Bussan Aerospace.
Do února 2006 užívaly stroje Bell 429 při vývoji a zkouškách řadu komponent ze strojů Bell 427. První kompletní prototyp vzlétnul 27. února 2007. Certifikace byla původně plánována na konec roku 2007, ale mnohá zdržení kvůli nedostatku dílů posunula certifikaci až na polovinu roku 2009. V únoru 2008 nalétaly tři stroje 429 při testovacích zkouškách celkem 600 letových hodin.
1. července 2009 získaly Belly 427 certifikaci Transport Canada Civil Aviation, 7. července byly certifikovány úřadem Federal Aviation Administration (FAA). V červnu 2009 získala společnost Bell Helicopter Textron více než 301 objednávek na stroje Bell 429. Nejvíce strojů si objednala společnost Air Methods Corporation, jeden z největších provozovatelů letecké záchranné služby ve Spojených státech. První stroje určené zákazníkům byly dokončeny 7. července 2009 v kanadském výrobním závodě v Mirabelu v Québecu.
Vrtulníky Bell 429 byly testovány ve vysoké nadmořské výšce v Ledaville v Coloradu. Testy při vysoké teplotě proběhly v arizonském Lake Havasu City. Testování mělo stanovit maximální rychlost a růst cen vrtulníků při různých typech konfigurace (s pevnými nebo posuvnými dveřmi, počet pasažérů apod.).

## Specifikace
Data podle produktových specifikací stroje.

### Technické údaje
- Posádka: 1 pilot, až 7 pasažérů
- Délka: 12,7 m
- Průměr nosného rotoru: 10,97 m
- Výška: 4,04 m
- Prázdná hmotnost: 1 925 kg

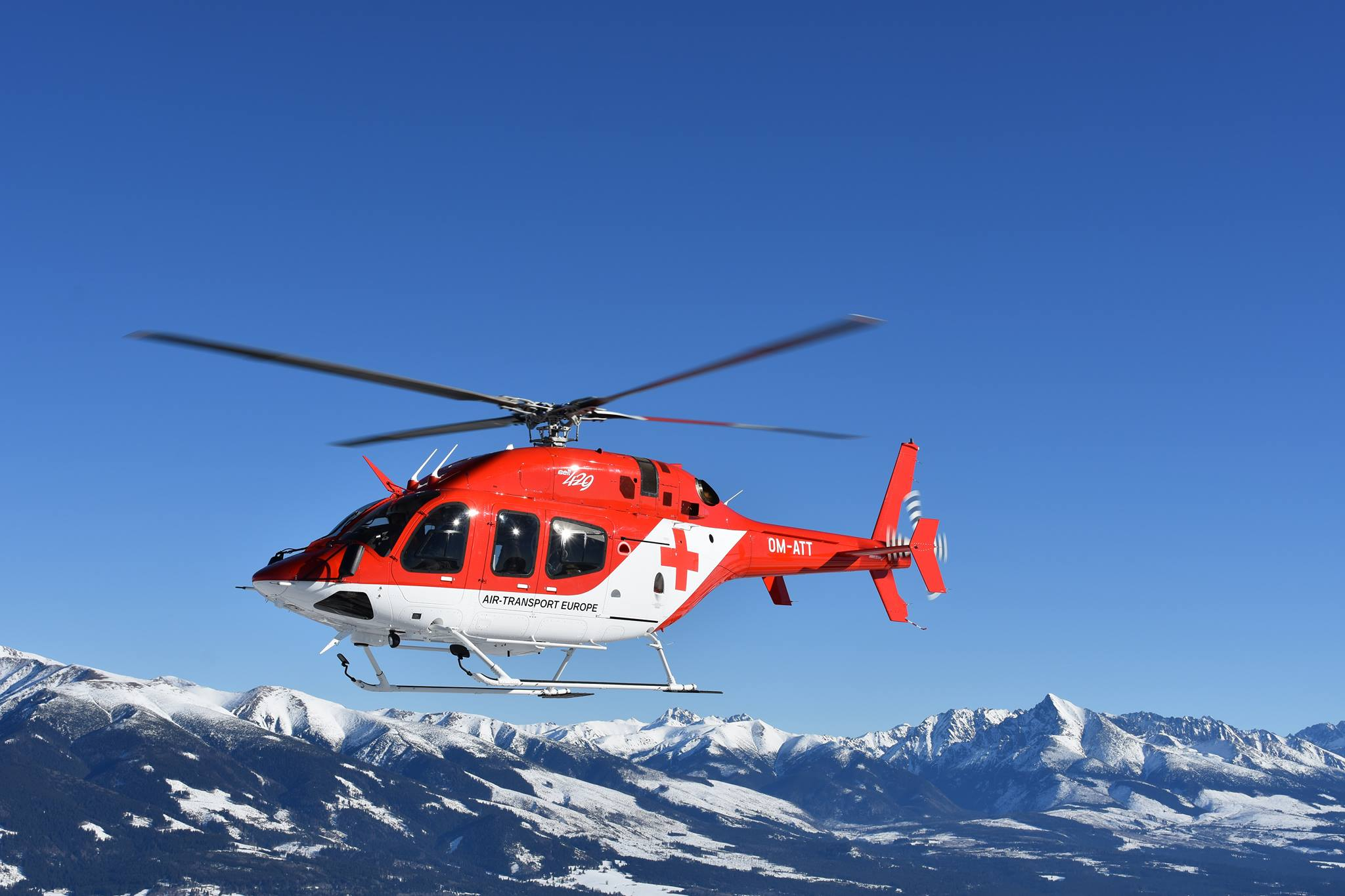
Bell 429 (OM-ATT) společnosti Air – Transport Europe

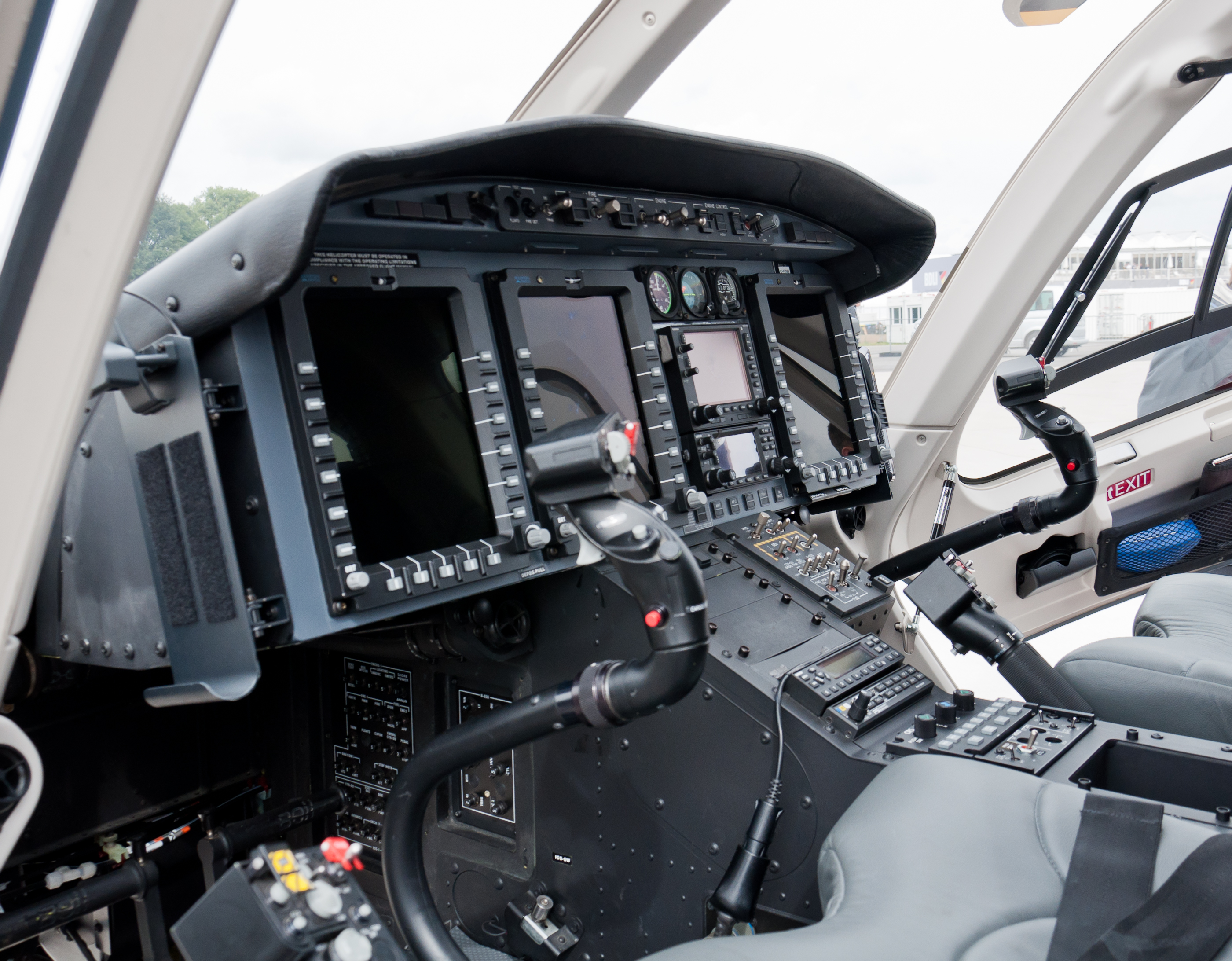
Kokpit vrtulníku Bell 429

- Maximální vzletová hmotnost: 3 175 kg
- Maximální hmotnost nákladu: 1 925 kg
- Pohonná jednotka: 2× turbohřídelový motor Pratt & Whitney Canada PW207D1
- Výkon pohonných jednotek: 466 kW
- Objem kabiny: 5,8 m³

### Výkony
- Maximální rychlost: 155 KIAS (287 km/h)
- Cestovní rychlost: 150 KIAS (273 km/h)
- Dolet: 772 km
- Dostup: 6 096 m